# Fissidens laosianus
Fissidens laosianus är en bladmossart som beskrevs av Hugh Neville Dixon 1937. Fissidens laosianus ingår i släktet fickmossor, och familjen Fissidentaceae. Inga underarter finns listade i Catalogue of Life.